# Campionati africani di atletica leggera 2010
I Campionati africani di atletica leggera 2010 sono stati la 17ª edizione dei Campionati africani di atletica leggera. La manifestazione si è svolta dal 28 luglio al 1º agosto presso lo Stadio Nazionale Nyayo di Nairobi, in Kenya.

## Partecipazione
Alla manifestazione si sono iscritti un totale di 588 atleti rappresentanti 46 nazioni. Di seguito l'elenco delle nazioni partecipanti con il numero degli atleti indicato tra parentesi:
- Algeria (16)
- Angola (6)
- Benin (5)
- Botswana (14)
- Burkina Faso (12)
- Burundi (8)
- Camerun (12)
- Comore (1)
- Costa d'Avorio (10)
- Egitto (14)
- Eritrea (6)
- Etiopia (63)
- Gabon (2)
- Gambia (3)
- Ghana (15)
- Gibuti (2)

- Guinea-Bissau (2)
- Guinea Equatoriale (2)
- Kenya (106)
- Lesotho (2)
- Liberia (5)
- Libia (3)
- Madagascar (6)
- Malawi (1)
- Mali (5)
- Marocco (19)
- Mauritius (15)
- Mozambico (5)
- Namibia (6)
- Nigeria (37)
- Rep. del Congo (7)

- RD del Congo (11)
- Ruanda (14)
- Senegal (13)
- Seychelles (14)
- Sierra Leone (1)
- Somalia (5)
- Sudafrica (41)
- Sudan (7)
- eSwatini (1)
- Tanzania (21)
- Togo (4)
- Tunisia (7)
- Uganda (27)
- Zambia (9)
- Zimbabwe (4)

## Medagliati

### Uomini
| Specialità | Oro                                                              | Prestazione | Argento                                                                                 | Prestazione | Bronzo                                                                                     | Prestazione |
| Corse piane |                                                                  |             |                                                                                         |             |                                                                                            |             |
| 100 m (dettagli) | Ben Youssef Meïté                                                | 10"08       | Aziz Zakari                                                                             | 10"12       | Simon Magakwe                                                                              | 10"14       |
| 200 m (dettagli) | Amr Ibrahi Mostafa Seoud                                         | 20"36       | Ben Youssef Meïté                                                                       | 20"39       | Simon Magakwe                                                                              | 20"56       |
| 400 m (dettagli) | Mohamed Khouaja                                                  | 44"98       | Rabah Yousif                                                                            | 45"18       | Gary Kikaya                                                                                | 45"28       |
| 800 m (dettagli) | David Rudisha                                                    | 1'42"84     | Alfred Kirwa Yego                                                                       | 1'44"85     | Jackson Kivuva                                                                             | 1'45"47     |
| 1 500 m (dettagli) | Asbel Kiprop                                                     | 3'36"19     | Amine Laâlou                                                                            | 3'36"38     | Mekonnen Gebremedhin                                                                       | 3'36"65     |
| 5 000 m (dettagli) | Edwin Soi                                                        | 13'30"46    | Vincent Yator                                                                           | 13'30"53    | Mark Kiptoo                                                                                | 13'32"45    |
| 10 000 m (dettagli) | Wilson Kiprop                                                    | 27'32"91    | Moses Ndiema Kipsiro                                                                    | 27'33"37    | Geoffrey Mutai                                                                             | 27'33"83    |
| Corse a ostacoli |                                                                  |             |                                                                                         |             |                                                                                            |             |
| 110 hs (dettagli) | Othmane Hadj Lazib                                               | 13"77       | Selim Nurudeen                                                                          | 13"83       | Ruan de Vries                                                                              | 13"98       |
| 400 hs (dettagli) | L.J. van Zyl                                                     | 48"51       | Cornel Fredericks                                                                       | 48"79       | Mamadou Kassé Hann                                                                         | 49"10       |
| 3 000 siepi (dettagli) | Richard Mateelong                                                | 8'23"54     | Ezekiel Kemboi                                                                          | 8'26"13     | Roba Gari                                                                                  | 8'27"15     |
| Prove su strada |                                                                  |             |                                                                                         |             |                                                                                            |             |
| Marcia 20 km (dettagli) | Hassanine Sebei                                                  | 1h20'36"    | David Kimutai                                                                           | 1h21'07"    | Hichem Medjeber                                                                            | 1h22'53"    |
| Salti |                                                                  |             |                                                                                         |             |                                                                                            |             |
| Salto in alto (dettagli) | Kabelo Kgosiemang                                                | 2,19 m      | Bong Matogno                                                                            | 2,15 m      | Fernand Djoumessi Mohamed Idris                                                            | 2,15 m      |
| Salto con l'asta (dettagli) | Hamdi Dhouibi                                                    | 4,70 m      | Larbi Bourrada                                                                          | 4,60 m      | Mourad Souissi                                                                             | 4,40 m      |
| Salto in lungo (dettagli) | Godfrey Khotso Mokoena                                           | 8,23 m      | Ndiss Kaba Badji                                                                        | 8,10 m      | Stanley Gbagbeke                                                                           | 8,06 m      |
| Salto triplo (dettagli) | Tosin Oke                                                        | 17,22 m     | Hugo Mamba-Schlick                                                                      | 16,78 m     | Tumelo Thagane                                                                             | 16,64 m     |
| Lanci |                                                                  |             |                                                                                         |             |                                                                                            |             |
| Getto del peso (dettagli) | Burger Lambrechts                                                | 18,63 m     | Roelof Potgieter                                                                        | 18,62 m     | Orazio Cremona                                                                             | 18,27 m     |
| Lancio del disco (dettagli) | Omar Ahmed El Ghazaly                                            | 59,30 m     | Yasser Ibrahim Farag                                                                    | 58,71 m     | Victor Hogan                                                                               | 58,11 m     |
| Lancio del giavellotto (dettagli) | Ihab Abdelrahman                                                 | 78,02 m     | Gerhardus Pienaar                                                                       | 75,96 m     | Julius Yego                                                                                | 74,51 m     |
| Lancio del martello (dettagli) | Mohsen El Anany                                                  | 74,72 m     | Chris Harmse                                                                            | 72,56 m     | Mostafa El Gamel                                                                           | 71,40 m     |
| Prove multiple |                                                                  |             |                                                                                         |             |                                                                                            |             |
| Decathlon (dettagli) | Larbi Bourrada                                                   | 8 148 p.    | Mourad Souissi                                                                          | 7 818 p.    | Guillaume Thierry                                                                          | 7 100 p.    |
| Staffette |                                                                  |             |                                                                                         |             |                                                                                            |             |
| Staffetta 4×100 m (dettagli) | Sudafrica Hannes Dreyer Simon Magakwe Lehann Fourie Thuso Mpuang | 39"12       | Nigeria Fred Agbaje Benjamin Adukwu Ogho-Oghene Egwero Obinna Metu                      | 39"22       | Ghana Emmanuel Appiah Kubi Nana Kofi Sanah Godwin Hukporti Aziz Zakari Allah Laryca-Arrong | 39"31       |
| Staffetta 4×400 m (dettagli) | Kenya Geoffrey Ngeno Vincent Koskei Julius Kirwa Mark Mutai      | 3'02"96     | Botswana Isaac Makwala Thapelo Ketlogetswe Pako Seribe Obakeng Ngwigwa Tiroyaone Masake | 3'05"16     | Nigeria Saul Weigopwa James Godday Tobi Ogunmola Isah Salihu                               | 3'06"53     |
| record mondiale; record mondiale stagionale; record africano; record dei campionati; record nazionale; record personale; record personale stagionale. |                                                                  |             |                                                                                         |             |                                                                                            |             |

### Donne
| Specialità | Oro                                                                    | Prestazione | Argento                                                                                   | Prestazione | Bronzo                                                                         | Prestazione |
| Corse piane |                                                                        |             |                                                                                           |             |                                                                                |             |
| 100 m (dettagli) | Blessing Okagbare                                                      | 11"03       | Ruddy Zang Milama                                                                         | 11"15       | Oludamola Osayomi                                                              | 11"22       |
| 200 m (dettagli) | Oludamola Osayomi                                                      | 23"36       | Estie Wittstock                                                                           | 23"50       | Ruddy Zang Milama                                                              | 23"59       |
| 400 m (dettagli) | Amantle Montsho                                                        | 50"03       | Amy Mbacké Thiam                                                                          | 51"32       | Folashade Abugan                                                               | 51"63       |
| 800 m (dettagli) | Zahra Bouras                                                           | 2'00"22     | Janeth Jepkosgei                                                                          | 2'00"50     | Malika Akkaoui                                                                 | 2'01"01     |
| 1 500 m (dettagli) | Nancy Langat                                                           | 4'10"43     | Gelete Burka                                                                              | 4'11"12     | Btissam Lakhouad                                                               | 4'11"81     |
| 5 000 m (dettagli) | Vivian Cheruiyot                                                       | 16'18"72    | Meseret Defar                                                                             | 16'20"54    | Sentayehu Ejigu                                                                | 16'22"32    |
| 10 000 m (dettagli) | Tirunesh Dibaba                                                        | 31'51"39    | Meselech Melkamu                                                                          | 31'55"50    | Linet Masai                                                                    | 31'59"36    |
| Corse a ostacoli |                                                                        |             |                                                                                           |             |                                                                                |             |
| 100 hs (dettagli) | Seun Adigun                                                            | 13"14       | Gnima Faye                                                                                | 13"67       | Amina Ferguen                                                                  | 13"87       |
| 400 hs (dettagli) | Hayat Lambarki                                                         | 55"95       | Ajoke Odumosu                                                                             | 55"97       | Maureen Jelagat Maiyo                                                          | 56"74       |
| 3 000 siepi (dettagli) | Milcah Cheywa                                                          | 9'32"18     | Sofia Assefa                                                                              | 9'32"58     | Lydia Rotich                                                                   | 9'37"32     |
| Prove su strada |                                                                        |             |                                                                                           |             |                                                                                |             |
| Marcia 20 km (dettagli) | Grace Wanjiru                                                          | 1h34'19"    | Chaima Trabelsi                                                                           | 1h35'33"    | Aynalem Eshetu Shefrawe                                                        | 1h41'46"    |
| Salti |                                                                        |             |                                                                                           |             |                                                                                |             |
| Salto in alto (dettagli) | Selloane Tsoaeli                                                       | 1,75 m      | Lissa Labiche                                                                             | 1,70 m      | Cherotich Koech                                                                | 1,55 m      |
| Salto con l'asta (dettagli) | Nisrine Dinar                                                          | 3,70 m      | Laetitia Berthier-Four                                                                    | 3,50 m      | Alima Ouattara                                                                 | 3,40 m      |
| Salto in lungo (dettagli) | Blessing Okagbare                                                      | 6,62 m      | Comfort Onyali                                                                            | 6,42 m      | Jamaa Chnaik                                                                   | 6,20 m      |
| Salto triplo (dettagli) | Sarah Nambawa                                                          | 13,95 m     | Nkurika Domeke                                                                            | 13,71 m     | Otonye Iworima                                                                 | 13,65 m     |
| Lanci |                                                                        |             |                                                                                           |             |                                                                                |             |
| Getto del peso (dettagli) | Mirian Ibekwe                                                          | 13,67 m     | Priscilla Isiao                                                                           | 13,62 m     | Doris Ratsimbazafy                                                             | 13,56 m     |
| Lancio del disco (dettagli) | Elizna Naudé                                                           | 56,74 m     | Kazai Suzanne Kragbé                                                                      | 55,53 m     | Sarah Hasseib Dardiri                                                          | 46,51 m     |
| Lancio del giavellotto (dettagli) | Sunette Viljoen                                                        | 63,33 m     | Justine Robbeson                                                                          | 60,24 m     | Hana'a Hassan Omar                                                             | 55,14 m     |
| Lancio del martello (dettagli) | Amy Sène                                                               | 64,11 m     | Marwa Hussein                                                                             | 62,36 m     | Florence Ezeh                                                                  | 57,94 m     |
| Prove multiple |                                                                        |             |                                                                                           |             |                                                                                |             |
| Eptathlon (dettagli) | Margaret Simpson                                                       | 6 031 p.    | Janet Wienand                                                                             | 5 500 p.    | Selloane Tsoaeli                                                               | 5 302 p.    |
| Staffette |                                                                        |             |                                                                                           |             |                                                                                |             |
| Staffetta 4×100 m (dettagli) | Nigeria Laureta Ozoh Agnes Osazuwa Oludamola Osayomi Blessing Okagbare | 43"45       | Camerun Fanny Appes Ekanga Charlotte Mebenga Amombo Carole Kaboud Mebam Delphine Atangana | 44"90       | Ghana Rosina Amenebede Elizabeth Amolofo Beatrice Gyaman Flings Owusu-Agyapong | 45"40       |
| Staffetta 4×400 m (dettagli) | Nigeria Folashade Abugan Margaret Etim Bukola Abogunloko Ajoke Odumosu | 3'29"26     | Kenya Grace Miroyo Kidake Catherine Nandi Maureen Jelagat Maiyo Janeth Jepkosgei          | 3'35"12     | Senegal Ndeye Fatou Seck Soumah Fatou Diabaye Marietou Badji Amy Mbacké Thiam  | 3'35"55     |
| record mondiale; record mondiale stagionale; record africano; record dei campionati; record nazionale; record personale; record personale stagionale. |                                                                        |             |                                                                                           |             |                                                                                |             |

## Medagliere
| Posizione | Paese          | Oro | Argento | Bronzo | Totale |
| --------- | -------------- | --- | ------- | ------ | ------ |
| 1         | Kenya          | 10  | 7       | 8      | 25     |
| 2         | Nigeria        | 8   | 5       | 5      | 18     |
| 3         | Sudafrica      | 6   | 7       | 6      | 19     |
| 4         | Egitto         | 4   | 2       | 3      | 9      |
| 5         | Algeria        | 3   | 2       | 3      | 8      |
| 6         | Marocco        | 2   | 1       | 3      | 6      |
| 7         | Botswana       | 2   | 1       | 0      | 3      |
| 7         | Tunisia        | 2   | 1       | 0      | 3      |
| 9         | Etiopia        | 1   | 4       | 4      | 9      |
| 10        | Senegal        | 1   | 3       | 2      | 6      |
| 11        | Costa d'Avorio | 1   | 2       | 1      | 4      |
| 12        | Ghana          | 1   | 1       | 2      | 4      |
| 13        | Uganda         | 1   | 1       | 0      | 2      |
| 14        | Lesotho        | 1   | 0       | 1      | 2      |
| 15        | Libia          | 1   | 0       | 0      | 1      |
| 16        | Camerun        | 0   | 3       | 1      | 4      |
| 17        | Gabon          | 0   | 1       | 1      | 2      |
| 17        | Sudan          | 0   | 1       | 1      | 2      |
| 19        | Burundi        | 0   | 1       | 0      | 1      |
| 19        | Seychelles     | 0   | 1       | 0      | 1      |
| 21        | Madagascar     | 0   | 0       | 1      | 1      |
| 21        | Mauritius      | 0   | 0       | 1      | 1      |
| 21        | RD del Congo   | 0   | 0       | 1      | 1      |
| 21        | Togo           | 0   | 0       | 1      | 1      |
| Totale    | Totale         | 44  | 44      | 45     | 133    |